# Heinrich Kwiatkowski
Heinrich „Heinz“ Kwiatkowski (* 16. Juli 1926 in Gelsenkirchen; † 23. Mai 2008 in Dortmund) war ein deutscher Fußballspieler und 1954 Fußballweltmeister. Der Torhüter spielte vom ersten (14. September 1947) bis zum letzten (11. Mai 1963) Spieltag in der alten erstklassigen Fußball-Oberliga West und führt die Einsatzliste als Rekordhalter mit insgesamt 409 Einsätzen an. Mit Borussia Dortmund feierte er in den Jahren 1956, 1957 und 1963 den Gewinn der Deutschen Meisterschaft.

## Laufbahn

### Schalke 04 und Rot-Weiss Essen, bis 1952
Kwiatkowski stammte aus Gelsenkirchen-Schalke, gehörte in der Jugend Westfalia Schalke an und schloss sich nach der Rückkehr aus zweijähriger französischer Kriegsgefangenschaft zum Start der Oberliga West, 1947/48, dem FC Schalke 04 an. Stammtorhüter war zuvor der 17fache Nationalspieler Hans Klodt. Am ersten Spieltag der neuen Eliteklasse im Westen, am 19. September 1947, stand Kwiatkowski bei den „Knappen“ im Tor, als es für Königsblau vor 40.000 Zuschauern bei Hamborn 07 zu einem 2:2-Remis reichte. Mittelstürmer Karl Hetzel erzielte dabei für Hamborn die zwei Treffer gegen Kwiatkowski. Bei Schalke waren noch die Altmeister Ernst Kuzorra und Fritz Szepan neben dem jungen Bernhard Klodt im Einsatz. Am Rundenende belegte Schalke den sechsten Rang und der junge Torhüter hatte 21 von 24 Pflichtspielen absolviert. Im zweiten Jahr entging Schalke nur durch die Aufstockung von 13 auf 16 Vereine zur Runde 1949/50 dem Abstieg. In der dritten Saison, 1949/50, rückte Kwiatkowski mit Schalke in der Tabelle wieder nach vorne, man belegte den sechsten Rang und der Torhüter hatte alle 30 Rundenspiele unter dem jetzt als Trainer agierenden Szepan bestritten. In drei Saisonen stand Kwiatkowski 74-mal im Tor der Schalker.
Im Sommer 1950 schloss er sich Rot-Weiss Essen an, dort setzte der Ex-Nationalspieler Karl Hohmann als Trainer aber im gesamten Verlauf der Hinrunde auf den bisherigen Stammtorhüter Peter Budzinski. Erst am 20. Spieltag, den 4. Februar 1951, kam der Ex-Schalker bei RWE zu seinem ersten Oberligaeinsatz. In der folgenden Saison 1951/52 feierte er aber zusammen mit den torgefährlichen Angreifern Helmut Rahn (20 Tore), Bernhard Termath (20 Tore), August Gottschalk (19 Tore) und dem Defensiv-Chef Heinz Wewers den Titelgewinn in der West-Oberliga. Vizemeister wurde sein alter Verein Schalke 04. In der Endrunde um die deutsche Meisterschaft stand „Kwiat“ in allen sechs Begegnungen gegen den späteren Deutschen Meister VfB Stuttgart sowie VfL Osnabrück und Tennis Borussia Berlin im Essener Tor. Es reichte aber nur zum zweiten Gruppenplatz. Nach zwei Runden zog es ihn zur Runde 1952/53 zu Borussia Dortmund. Die Schwarz-Gelben hatten 1952 als Vierter die Runde abgeschlossen. Insgesamt bestritt er 38 Spiele für Essen.

### Borussia Dortmund, 1952 bis 1966
Der Mann aus Schalke konnte am Borsigplatz 1953 seinen zweiten Meisterschaftserfolg im Westen feiern. Unter Trainer Hans „Bumbes“ Schmidt gewann Dortmund 1952/53 den Titel mit 87:36 Toren vor dem 1. FC Köln und Rot-Weiss Essen. „Kwiat“ hatte nur in einem Ligaspiel gefehlt und lieferte auch in der Endrunde um die deutsche Meisterschaft überzeugende Spiele ab. Nach sechs Gruppenspielen hatten die Rivalen VfB Stuttgart und Dortmund mit je 10:2 Zählern Punktgleichstand, die „Schwaben“ zogen mit dem besseren Quotienten in das Finale gegen den 1. FC Kaiserslautern ein. Seine Leistungen hatten den „Spezialisten für weite Faustabwehren“ am 1. Februar 1953 in die Regionalauswahl von Westdeutschland im Spiel in Saarbrücken gegen das Saarland geführt. Er war aber auch ein Torwart der den Fünfmeterraum beherrschte und dem der Strafraum bis zum Elfmeterpunkt gehörte.
Kwiatkowski gehörte dem WM-Aufgebot von Bundestrainer Sepp Herberger 1954 in der Schweiz an und kam dabei im Gruppenspiel gegen Ungarn zum Einsatz.

In den Runden 1955/56 und 1956/57 gewann er mit Dortmund zwei weitere Male die Westmeisterschaft und in den Endrunden feierte er mit Trainer Helmut Schneider und seinen Mitspielern als Höhepunkt auch zwei deutsche Meisterschaften. Als Besonderheit geht dies mit der dabei praktizierten gleichen Mannschaftsaufstellung in die Geschichte der deutschen Meisterschaft ein. Im Jahr der Titelverteidigung, 1956/57, hatte die Defensive des BVB mit nur 33 Gegentoren in der Oberliga daran gehörigen Anteil. Auch im Finale am 23. Juni 1957 in Hannover konnte sich der Angriff des Hamburger SV mit Uwe Seeler, Gerd Krug und Franz Klepacz nicht entscheidend in Szene setzen. Über die Qualität der Meistermannschaft urteilte DFB-Trainer Dettmar Cramer:

„Die Borussen haben in beiden Endspielen den Ball und den Gegner derart laufen lassen, dass es auf der Tribüne sogar Diskussionen darüber gab, ob das fair sei. Dabei war es gegenüber dem primitiven Wegdreschen des Balls nur technisch raffiniert, wie sie den Ball in der Mannschaft hielten. Das haben sie meisterlich beherrscht. So viel Sicherheit hatte sich die Mannschaft nur in den vielen Trainingseinheiten aneignen können.“

 Als Deutscher Meister nahm der BVB am Europapokal der Landesmeister teil und traf dabei im Oktober und November 1956 auf Manchester United. Bei der 2:3-Niederlage im Stadion Old Trafford überzeugte Kwiatkowski auch auf internationaler Bühne. Im zweiten Jahr, 1957/58, ragten die zwei Begegnungen gegen den AC Mailand heraus. War Kwiatkowski bereits beim 1:1 Hinspiel-Remis am 12. Februar 1958 neben Helmut Bracht und Aki Schmidt bester Dortmunder, so hätte die 1:4-Niederlage beim Rückspiel in Mailand – Nils Liedholm trieb das Spiel von Mailand an – ohne seine überragende Verfassung zum Desaster führen können.
Unter Trainer Max Merkel und mit dem Offensiv-Gespann Jürgen Schütz und Friedhelm Konietzka reichte es für Dortmund 1960/61 zur Vizemeisterschaft – „Kwiat“ hatte alle 30 Ligaspiele bestritten – im Westen und in der Endrunde zogen die Mannen um Kapitän Kwiatkowski in das Endspiel am 24. Juni 1961 in Hannover gegen den 1. FC Nürnberg ein. Die „Franken“, trainiert von Herbert Widmayer, setzten sich aber mit 3:0 Toren überlegen durch. Ab der Runde 1961/62 übernahm mit Hermann Eppenhoff ein ehemaliger Schalker Nationalspieler das Traineramt bei den Gelb-Schwarzen. In der Serie 1949/50 waren „Kwiat“ und Eppenhoff noch Mannschaftskameraden bei den Königsblauen gewesen. Die Runde wurde zum Umbruch und der Stellvertreter von Kwiatkowski, Bernhard Wessel, brachte es auf 12 Oberligaspiele. Im letzten Jahr der alten erstklassigen Oberliga West, 1962/63, erreichte Dortmund nach 1961 zum zweiten Mal die Vizemeisterschaft und zog damit wieder in die Endrunde um die deutsche Meisterschaft ein. Der Senior bestritt in seiner 16. Oberligarunde in Folge nochmals 22 Pflichtspiele und hütete auch am Schlusstag, den 11. Mai 1963, bei der 0:1-Niederlage beim Wuppertaler SV, das Dortmunder Tor. Gemeinsam mit Wilhelm Burgsmüller, Lothar Geisler, Dieter Kurrat, Wolfgang Paul und Wilhelm Sturm bildete er dabei die BVB-Defensive. Beim Auftakt der Endrunde, am 25. Mai 1963, Dortmund trat beim Südmeister TSV 1860 München an und verlor mit 2:3 Toren, stand der verdienstvolle Torhüterroutinier auch im Kasten der Dortmunder. Dies war aber sein letzter Endrundeneinsatz. In allen übrigen Spielen vertraute Eppenhoff auf Wessel im Tor, auch im Finale am 29. Juni 1963 in Stuttgart, als Dortmund den Favoriten 1. FC Köln mit 3:1 Toren schlagen konnte.
Kwiatkowski gehörte der Oberliga West in allen 16 Runden ihres Bestehens von 1947/48 bis 1962/63 als Aktiver an und ist mit insgesamt 409 Ligaeinsätzen Rekordspieler der damaligen Erstklassigkeit vor der Einführung der Fußball-Bundesliga. Nach der Gründung der Bundesliga 1963 musste er aber hinter Bernhard Wessel und vor allem dem Nationaltorwart Hans Tilkowski zurückstehen. Daher kam er im Debütjahr 1963/64 nur noch zu drei Einsätzen in der Bundesliga. Am 29. und 30. Spieltag der Saison 1963/64 vertrat er Eppenhoff als Interimstrainer und konnte gegen den Hamburger SV einen Sieg verzeichnen.
Unter Willi Multhaup war er 1965/66 Co-Trainer und danach war er sieben Jahre Trainer von Borussias Amateuren. Danach war Schluss mit dem Trainerjob. Ständiges Umziehen wegen weiterer Trainertätigkeiten wären weder ihm noch seiner Frau gelegen.

### Nationalmannschaft

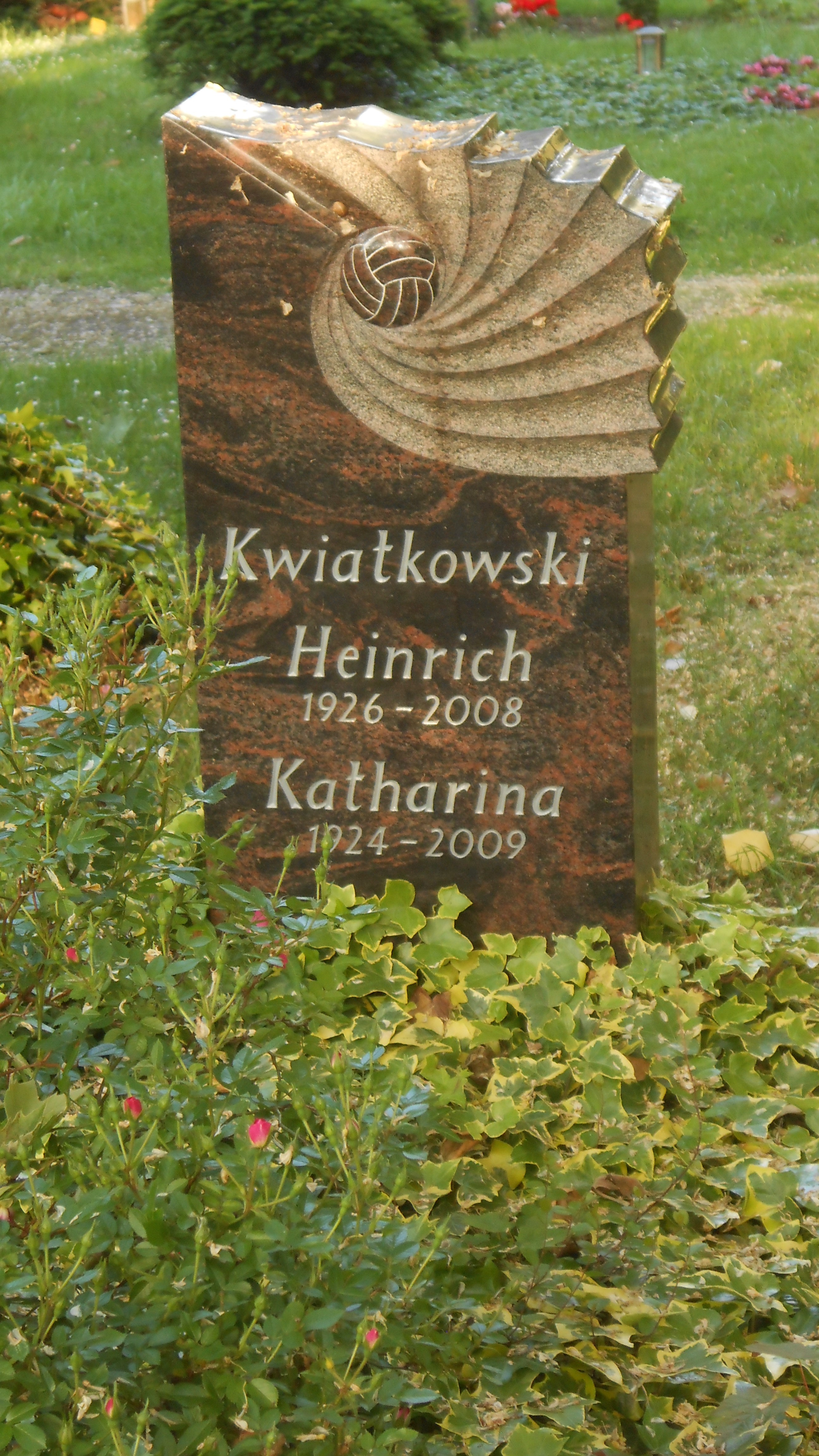
Grabstein Heinrich Kwiatkowskis auf dem Südwestfriedhof in Dortmund, schräg gegenüber vom Grab Franz Jacobis.

Der ruhige und besonnene Torhüter, der sich durch seine Stärke im Fausten den respektvollen Beinamen „Heini Fausten“ erworben hatte, spielte sich durch die zwei Meisterschaften in den Jahren 1951/52 (mit RW Essen) und 1952/53 (mit Borussia Dortmund) in der Oberliga West in den Blickpunkt der Nationalmannschaft. Nach zwei Einsätzen 1953 in der Auswahl von Westdeutschland wurde er von Bundestrainer Herberger im März und April 1954 in zwei Länderspielen der B-Nationalmannschaft gegen England und die Schweiz getestet. Nach dem abschließenden WM-Lehrgang in der Sportschule München-Grünwald wurde er zusammen mit Toni Turek und Heinz Kubsch vom DFB – ohne Länderspielerfahrung in der A-Nationalmannschaft – für den 22er-Kader zur Weltmeisterschaft 1954 in der Schweiz nominiert.
Der Höhepunkt seiner Laufbahn war die WM in der Schweiz, wo er mit der deutschen Nationalmannschaft Fußballweltmeister wurde (Einsatz als Debütant bei der 3:8-Niederlage gegen Ungarn in der Vorrunde am 20. Juni in Basel der WM 1954). Nach den WM-Tagen in der Schweiz war er in mehreren Länderspielen – Portugal, Sowjetunion, Norwegen, Italien, Niederlande – Reservist, ehe er am 21. April 1956 in Enschede gegen die Niederlande zu seinem dritten B-Länderspiel kam. Seinen zweiten und dritten Einsatz in der A-Elf absolvierte Kwiatkowski im November und Dezember 1956 gegen Irland beziehungsweise Belgien. Er nahm im Mai 1958 neben Fritz Herkenrath, Günter Sawitzki und Hans Tilkowski am abschließenden Lehrgang vor der Fußball-Weltmeisterschaft 1958 in Schweden teil und wurde für den Stamm der Schweden-Fahrer nominiert. Auch hier kam er wiederum in einem vergleichsweise bedeutungslosen Spiel zum Einsatz, dem Spiel um den dritten Platz gegen Frankreich. Bundestrainer Sepp Herberger stellte neben Kwiatkowski weitere Reservisten wie Alfred Kelbassa, Heinz Wewers, Hans Sturm oder Karl-Heinz Schnellinger auf, sodass am Ende eine 3:6-Niederlage stand. „Er bot eine der besten Leistungen, die man von einem deutschen Torwart in der letzten Zeit zu sehen bekam“, schrieb Die Welt nach dem Spiel gegen Frankreich in Göteborg. Nach diesem für ihn erneut unbefriedigenden Einsatz bat Kwiatkowski den Bundestrainer, ihn künftig nicht mehr zu berufen. Kwiatkowski verweigerte 1954 als einziger Spieler des deutschen WM-Kaders die berüchtigten Vitaminspritzen. Er beendete 1966 seine Karriere als Spieler.
Kwiatkowski – er war gelernter Schlosser und später Reprofotograf in der Stadtbildstelle Dortmund – gehörte bis zu seinem Tod neben weiteren verdienten Spielern, unter anderem dem nur wenige Tage vor ihm verstorbenen Gerhard Cyliax, dem Ältestenrat von Borussia Dortmund an. Am 23. Mai 2008 erlag er im St. Josef-Seniorenheim in Derne einer schweren Krankheit und wurde auf dem Südwestfriedhof Dortmund beerdigt. Er wurde 81 Jahre alt.

## Erfolge
- Weltmeister: 1954
- WM-Vierter: 1958
- Deutscher Meister: 1956, 1957, 1963
- Deutscher Vize-Meister: 1961